# L'italiano (Sebastiano Vassalli)
L'italiano è un romanzo dello scrittore italiano Sebastiano Vassalli pubblicato nel 2007 dalla casa editrice Einaudi. È dedicato all'editore e intellettuale Giulio Bollati. Il libro racconta undici brevi storie di cittadini italiani. La vicenda mostra la figura dell'"italiano" nel corso del tempo, i suoi  punti di forza e i suoi difetti in una storia che continua fino ai giorni nostri.

## Trama

### Chi, io?
Il giorno del Giudizio Universale, Dio chiamò a sé tutti gli uomini del mondo: l'inglese, il cinese, il turco, il portoghese,… Ad ognuno venne assegnato un posto nell'Inferno, nel Purgatorio o nel Paradiso. Ad un tratto Dio chiamò l'Italiano ma non ebbe risposta. L'italiano vedendo che tutti lo stavano guardando domandò: "Chi, io?".

### Il doge
Il doge è la prima figura che incontriamo nel libro. È Ludovico Manin, l'ultimo dei dogi di Venezia. Inizialmente era considerato dai veneziani una figura molto importante per la città. In seguito all'arrivo degli austriaci, nuovi padroni della città, molti lo ritennero colpevole di aver tradito la patria favorendo gli stranieri. Durante una passeggiata per le vie di Venezia, vede la reale situazione del suo popolo: viene colpito dalla miseria dei bambini appartenenti alla parte più povera della città che chiedono l'elemosina ed è deriso da due nobildonne davanti al sagrato della chiesa;  per riscattarsi decide di lasciare tutte le sue ricchezze al suo popolo.

### Il prete
Un gruppo di preti, tra cui don Francesco e don Gaspare, viaggiano su un carro dopo essere stati esiliati da Napoleone per la loro fedeltà alla Chiesa di Roma. Ogni sera si fermavano in una città diversa dove conducevano una vita di stenti a causa della loro condizione di povertà assoluta e la rara benevolenza della gente del posto. Arrivati a Piacenza si imbattono in un passante che consiglia loro di recarsi all'osteria “Luna Rossa”. Dopo essere stati accolti in malo modo, vengono sistemati in uno sgabuzzino su un pagliericcio. Durante la notte, vengono allontanati dall'osteria in seguito ad una loro richiesta di aiuto che svegliò tutti i clienti. Si ritrovano soli nella città e maledicono Piacenza.

### Il commendatore
Il commendator Emanuele Notarbartolo si trova sul treno per Palermo per tornare dalla famiglia. Riflette sulla situazione politica dell'Italia, in particolare sulla vergogna e sullo scandalo della Banca Romana. Lavorando in banca aveva tentato di cambiare la situazione, allontanando un gruppo di mafiosi corrotti. Sognava un futuro diverso per la Sicilia che poteva essere “un paradiso, dove la gente avrebbe potuto vivere felice”. Improvvisamente due uomini salgono sul suo stesso vagone: capisce subito che si tratta dei suoi assassini. Il commendatore tenta invano di difendersi ma  viene ucciso prima di poter vedere la sua famiglia.

### Il padre della patria
Francesco Crispi, ormai anziano e malato, guarda fuori dalla finestra ripercorrendo tutte le tappe e i momenti della sua vita. Rivive i giochi d'infanzia, la lettura dei versi di Vincenzo Navarro, la sua prima storia d'amore…
Ripercorre in particolare l'incontro con Garibaldi, rivede Palermo nel giorno della sua liberazione, la vicenda del Banco di Napoli per la quale volevano mandarlo in galera e l'esperienza della guerra che l'aveva segnato particolarmente.

### Il tenore
Il portinaio Eraldo Fortis, appena tornato dal fronte, racconta al comitato patriottico la sua esperienza diretta delle trincee del fronte e della guerra che lo avevano molto colpito. In particolare racconta dell'incontro con il comandante delle truppe italiane: il generale Luigi Cadorna. Molte persone chiedono di raccontare una vicenda che ha vissuto in prima persona per sentirsi più vicini ai soldati ancora in guerra. Il portinaio decide di raccontare la vicenda di Pasquale Esposito, conosciuto come Caruso. Egli era il portaordini dell'esercito italiano ma per convincerlo ad attraversare il confine, viene fatto ubriacare. Mentre cammina nella neve inizia a cantare canzoni popolari. Con la sua voce le notti diventavano un momento di tregua e di speranza. 
Caruso, inconsapevolmente, porta pace a entrambi gli eserciti e per qualche istante la guerra sembra conclusa. Con la sua presenza tutti i soldati si sentono uguali e ripensano alla loro patria e alle loro famiglie.

### Il dissidente
Il breve racconto parla della vicenda di tre personaggi: il Capitano Cesare Forni, chiamato “Biondo Leone di Lomellina” un eroe di guerra che aveva combattuto molte battaglie, tra cui quella contro i socialisti, Raimondo Sala ex sindaco di Alessandria e Guido Giroldi che era il segretario e consigliere politico di Forni.

### Il trasformista
Saverio Polito, detto il trasformista, è la figura più ambigua del libro. È un personaggio che di volta in volta si adatta agli avvenimenti del suo tempo ed “è il simbolo di una metamorfosi che interessò milioni di italiani. Da fascisti ad antifascisti.” Fu generale dell'esercito antifascista, poi questore di Roma al tempo della democrazia e della Repubblica. Questo testimonia il suo continuo cambiamento nel succedersi degli avvenimenti politici. Durante la seconda guerra mondiale, il trasformista è incaricato di scortare l'ex dittatore Benito Mussolini e sua moglie Rachele. Nel capitolo vengono riportate le due testimonianze.

### Il carabiniere
Il sottotenente dei carabinieri Orazio Petruccelli aspettava insieme agli altri ufficiali italiani la sua esecuzione per mano dei tedeschi. Anche in punto di morte rimane fedele alla patria: “Si scoprì il petto e gridò: < Viva l'Italia! Viva il Re! >”.

### La femminista
Sibilla Aleramo, scrittrice di alcuni libri e ex compagna di Dino Campana e altri poeti, si trova a discutere con Costanza, la sua vicina di casa, sull'aborto. Nonostante abbia avuto diversi uomini, ha avuto soltanto un figlio e per questo non conosce cliniche da consigliare alla vicina, che non vuole tenere il suo bambino per egoismo. Con questo episodio però si rende conto della pessima opinione che gli altri hanno di lei, a causa delle sue numerose storie d'amore avute con uomini diversi in passato. In particolare ricorda la storia con il “poeta pazzo” Dino Campana: nonostante l'amore che provava per lui, decise di lasciarlo in seguito alle violenze subite.

### I due rivoluzionari
Durante una conferenza del leader del partito comunista italiano Palmiro Togliatti, due ragazzi universitari esprimono la loro opposizione politica, definendo Togliatti come un conservatore e un traditore della patria, in quanto si era opposto alla rivoluzione invece di favorirla, schierandosi contro i partigiani italiani.
Alla fine del dibattito Togliatti si confronta con uno dei ragazzi, che crede fortemente nella rivoluzione e vorrebbe riportare il partito comunista ai suoi veri ideali di uguaglianza.

### Il signor B.
Uno scrittore discute con un suo amico sul signor B, detto “l'Arcitaliano”, una figura di rilevanza politica e letteraria del suo tempo. 
È un personaggio ambiguo che divide gli italiani: alcuni lo amano, altri lo odiano, tranne per lo scrittore, che lo definisce una figura che può aspirare a diventare un personaggio dei suoi libri. 
I due riflettono sull'Italia, che è un paese diviso in due: il Paese Legale, in cui tutti fanno fatica per ottenere ciò che vogliono, e il Paese Sommerso, ovvero le persone corrotte e senza scrupoli che governano l'Italia, senza pensare ai suoi reali interessi (la mafia). 
L'Arcitaliano è un personaggio che viene da quest'ultima e che lo scrittore definisce ironicamente adatto a governare, ma schiavo dei vizi.

### Sì, tu
Dio esaminò ciò che l'Italiano aveva compiuto nel corso della storia. Tra questi c'era la pizza, il fascismo e la mafia. L'italiano si giustifica ignorando questi problemi e Dio lo collocò nel Limbo, luogo dei bambini.
Vassalli ritiene che l'italiano stia cambiando ancora oggi, ne elenca non soltanto i difetti, tra cui la mafia, la corruzione e l'opportunismo, ma anche i suoi pregi: amore per la patria, voglia di cambiamento e rivoluzione, creatività, orgoglio e altruismo.

## Edizioni
- Sebastiano Vassalli, L'italiano, Torino: Einaudi, 2007